# Il calice del Titano

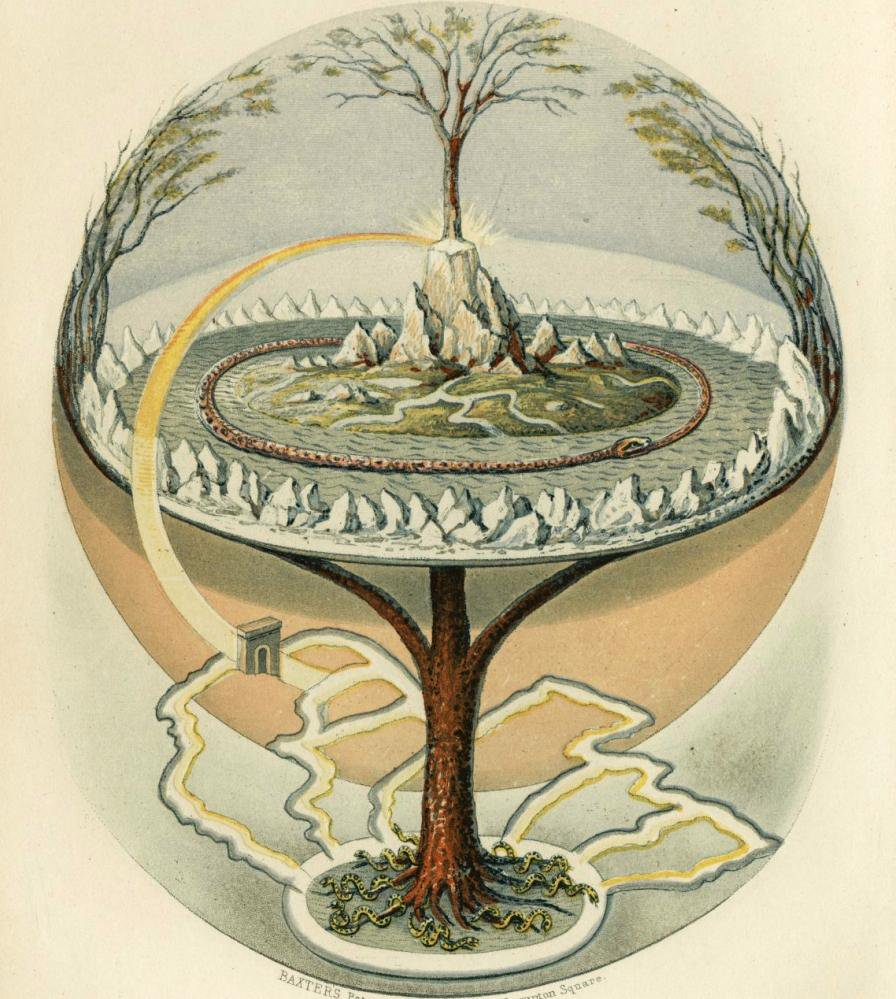
Un'illustrazione dell'Albero del Mondo norvegeseYggdrasil.

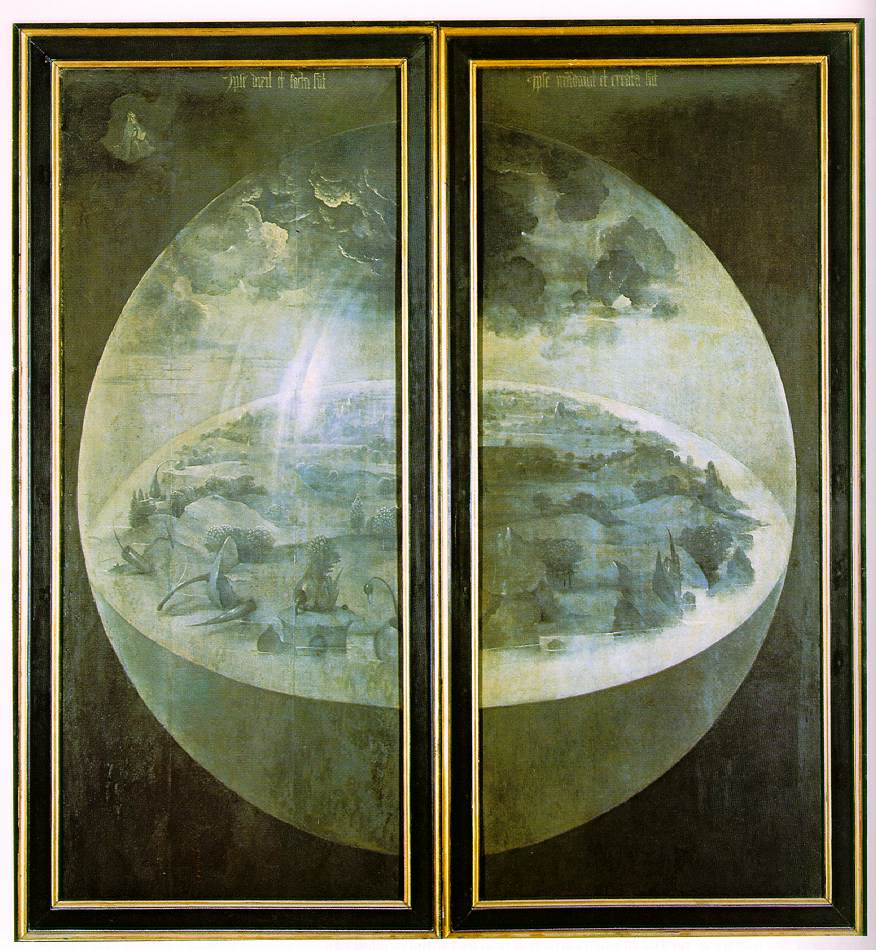
Il pannello esterno de Il Giardino delle Delizie di Hieronymus Bosch.

Il calice del Titano (The Titan's Goblet) è un dipinto ad olio dell’artista di paesaggi Thomas Cole, pittore americano di origini inglesi. Dipinto nel 1833 e ad oggi esposto al Metropolitan Museum of Art, è forse la più enigmatica opera paesaggistica allegorica di Cole, un lavoro che “elude la completa spiegazione”.
Il calice del Titano è stato denominato una “figura senza figura” e un “paesaggio senza paesaggio”: il calice giace su un terreno convenzionale, ma i suoi abitanti vivono lungo il suo bordo superiore, in un mondo tutto loro. La vegetazione copre l’intero orlo, interrotto solo da due piccoli edifici, un tempio greco e un palazzo italiano. Il grande specchio d’acqua è punteggiato da imbarcazioni a vela. In corrispondenza dei punti in cui l’acqua sprizza sul terreno sottostante, la natura è verde e rigogliosa e sembra svilupparsi una civiltà più rozza. 

## Interpretazioni
Cole ha spesso fornito del testo per accompagnare i suoi dipinti, ma non nel caso de Il calice del Titano, lasciando aperte al dibattito le sue intenzioni. Nel 1880, un'interpretazione collegava tale dipinto all'albero del mondo e in particolare all'Yggdrasill nella mitologia norrena. Un catalogo d'asta del 1904 si ricollegava a questo tema, scrivendo che "l'idea spirituale al centro del dipinto, che trasmette la bella teoria norrena che la vita e il mondo non sono altro che un albero con rami ramificati, è accuratamente eseguita dal pittore". 
Non è scontato, tuttavia, che Cole avesse familiarità con questo concetto, e il critico Elwood C. Parry suggerisce che l'analogia con qualsiasi albero mitologico si limiti alla somiglianza del gambo del calice con un tronco d'albero; non c'è nient'altro nel calice di analogo a rami o radici.
L'imponenza del grande calice di pietra contrasta con lo scenario tradizionale del paesaggio circostante, invitando alla comparazione con i grandi oggetti di pietra lasciati dalle gare dei giganti nella mitologia greca (una visione sostenuta dallo storico Erwin Panofsky negli anni sessanta). Il titolo del quadro - dato da Cole stesso e scritto sul retro della tela - sembra supportare questa idea, come se sia trascorso molto tempo tra la creazione del calice e lo svolgersi della scena corrente. Il sole calante, un simbolo romantico, evoca anch'esso il passare del tempo.
La predominanza del calice nel quadro può suggerire un'interpretazione cosmologica. Il critico Parry prende in considerazione, ma respinge, un paragone con il pannello esterno del Trittico del Giardino delle delizie (c. 1500) di Hieronymus Bosch, generalmente considerato una raffigurazione della creazione della Terra. Entrambe le immagini rappresentano un mondo circoscritto, ma usano l’acqua e il suolo in proporzioni differenti. Il Calice di Cole non offre né iscrizioni né iconografie che possano confermare un'interpretazione religiosa del dipinto; inoltre il pittore ha messo il calice lontano dal centro della tela, il che minimizza il suo significato emblematico.
L’acqua del calice, effettivamente, potrebbe essere vista come l'influenza della civilizzazione. Gli abitanti del Calice vivono un’esistenza utopica, l'ozio, il piacere di veleggiare sulle tranquille acque e vivere tra templi e boschi fogliosi. Dove l’acqua fuoriesce sul paesaggio sottostante – e sono i punti in cui i due mondi interagiscono – appaiono segni di vita; invece sul fondo, lontano dall’influenza dell’acqua del Calice, le montagne sono rocciose e desolate. Una rappresentazione simile di civilizzazione ai bordi dell'acqua si può notare nell’opera di Cole Una serata all’Arcadia (1843).
Louis Legrand Noble fu amico e biografo di Cole, e sarebbe plausibile che sapesse qualcosa in più riguardo tale lavoro. Nella sua testimonianza, tuttavia, non ci sono menzioni a queste idee; anzi, scrisse solamente: “Là [il calice] si erge, anzi riposa sul suo fusto, una struttura muschiosa simile a una torre, leggera come una bolla, eppure una sezione di un globo consistente. Mentre l'occhio circonda la sua ampia falda ondulata, una circonferenza di molte miglia, esso si trova nella terra delle fate; in accordo però con la natura nella sua più ampia scala... I turisti potrebbero viaggiare nei paesi di questo anello imperiale, e rintracciare le loro fantasie su molte pagine romantiche. Qui, immerso negli splendori dorati di un tramonto estivo, vi è un piccolo mare dalla Grecia, o Terra Santa, con la vita greca e siriana, la natura greca e siriana che si affaccia sulle sue acque tranquille.“.
Invece, un articolo di Parry del 1971 riguardante il quadro collega l'immaginario di Cole al primo suo viaggio in Europa (1829 - 1832). Cole visitò l'Inghilterra e il suo maggiore pittore di paesaggi, William Turner, sul cui lavoro nutriva sentimenti diversi; era tuttavia interessato al dipinto di Turner Ulisse deride Polifemo (1829), di cui fece due schizzi e un altro studio per un possibile utilizzo per sé stesso, che però non venne poi usato. Il ciclope Polifemo è un punto cardine dell'antico racconto epico greco dell'Odissea, e l’interesse di Cole per questo soggetto dimostrò la sua apertura alla “possibilità creativa alle scene mediterranee”. 
Nel frattempo, mentre Cole ricercava temi per la sua saga di quadri Corso dell'Impero, si imbatté nella storia del Monte Athos nei Dieci Libri di architettura di Vitruvio. L’antico scrittore romano racconta delle suggestioni dell’architetto Dinocrate ad Alessandro, racconta che la montagna venne modellata nella “statua di un uomo che deteneva una vasta città nella sua mano sinistra, e un’enorme coppa nella mano destra, nella quale sarebbero affluiti tutti i ruscelli della montagna, che sarebbero sfociati, poi, in mare“. Questa fantasiosa immagine, che Cole avrebbe plausibilmente potuto vedere, apparve in alcune illustrazioni del XVIII e del XIX secolo. Come scrisse Parry, “la precedente fantasia classica di architettura ridimensionata suggerisce un’alternativa alla deduzione che Il calice del Titano venne costruito da un gigante che semplicemente lo lasciò lì”. Tuttavia, un’interpretazione letteraria di questa immagine non avrebbe potuto adattarsi all’arte di Cole: essendo egli un artista di paesaggi, potrebbe essersi sentito più a suo agio esprimendola solo topograficamente, evitando il desiderio di trasformare un masso in una forma umana.

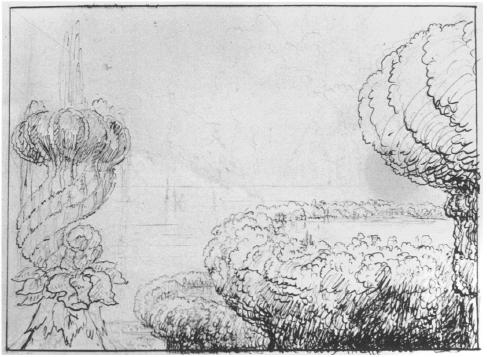
Uno schizzo fantasioso di una fontana con vaschette, a cura di Cole, c. 1832 - 33

I disegni di Cole dal suo viaggio in Europa prefigurano lievemente il Calice, in quanto essi esprimono il suo interesse per fontane e vasche. Egli venne influenzato da quelle viste durante la parte del viaggio in Italia a Firenze, Roma e Tivoli. In uno dei suoi disegni, è illustrata una serie di grandi vasche adornate con vegetazione che scende nel mare; un altro raffigura una vasca di dimensione normale con il bordo coperto di muschio, ma la vista dal livello terra lo fa sembrare monumentale. I disegni di Cole dei laghi vulcanici di Nemi e Albano sono pure reminiscenze delle acque e del bordo del Calice; suggeriscono che: “vi fu un’analoga visione operativa nei pensieri di Cole; un’uguaglianza tra questi attuali paesaggi che lui osservò e la forma del bacino di acqua che immaginò."
Parry suggerì anche l’“inusuale ma non impossibile” idea che il Calice di Cole fu una risposta paesaggistica dell’artista al genere della natura morta. Visitando la casa del suo padrone Luman Reed, un avido collezionista di arte, Cole potrebbe aver visto una pittura di vita tranquilla Con Calice e Limone dell’artista olandese Willem van Aelst: il soggetto evidenziato in quel quadro è un calice di vetro traslucido. La similarità è essenziale, avendo entrambi i dipinti un formato verticale e un fuoco centrale nella coppa.

## Provenienza
Cole probabilmente dipinse il quadro in un periodo abbastanza breve, date le sue piccole dimensioni e l'applicazione molto sottile della vernice. La tela è molto visibile nell'immagine di accompagnamento, se visualizzate con piena risoluzione. Ha realizzato l'opera senza commissione, quindi il soggetto era puramente suo. Ha chiesto $100 per il lavoro, apparentemente in base alle dimensioni del dipinto: i suoi paesaggi a grandezza naturale all'epoca hanno raggiunto $250 a $500. 
Cole ha inviato Il calice del Titano a Luman Reed (un commerciante americano di successo), anche se non è chiaro se Reed lo abbia poi conservato o lo abbia semplicemente recensito. L'opera fu esposta alla National Academy of Design (New York) nel 1834 mentre era di proprietà di James J. Mapes. 
In seguito, l'artista John Mackie Falconer possedette il quadro nel 1863. Infine, nel 1904, Samuel Putnam Avery donò il dipinto al Metropolitan Museum of Art di New York.
Riconosciuto come un'opera d'arte unica, Il calice del Titano è stato l'unico dipinto americano antecedente il XX secolo ad essere incluso nella mostra "Fantastic Art, Dada, Surrealism" del Museum of Modern Art del 1936.